# Le Dante de Frédéric de Montefeltro
Le Dante de Frédéric de Montefeltro est un manuscrit de la Divine Comédie de Dante Alighieri réalisé pour le duc Frédéric III de Montefeltro entre 1477 et 1482. Il est depuis 1658 conservé à la Bibliothèque apostolique vaticane.

## Historique
Le manuscrit est commandé par Frédéric III de Montefeltro, duc d'Urbino, condottiere et protecteur de nombreux artistes tels que Piero della Francesca ou Justus van Ghent. Le manuscrit est calligraphié par Matteo de' Contugi de Volterra entre 1477 et 1478. La réalisation de l'enluminure du manuscrit commence ensuite sous la direction de Guglielmo Giraldi. Cet artiste, installé à Ferrare, réalise plusieurs manuscrits pour Fréderic dont ce manuscrit qui a coûté 310 ducats. Participent à cette commande également le neveu de l'artiste, Alessandro Leoni et d'autres enlumineurs. En 1480, le duc d'Urbino obtient de son voisin de Ferrare que Giraldi puisse quitter sa ville pour venir terminer le manuscrit à Urbino.
Cette campagne s'arrête avec la mort du commanditaire en 1482. 78 miniatures sont alors peintes. La décoration reprend à l'occasion d'une nouvelle campagne au début du XVIIe siècle avec la réalisation de 42 autres miniatures. Le manuscrit est conservé à la bibliothèque du Vatican depuis 1658.

## Description
Les miniatures sont placées au début de chaque chant des trois parties (Inferno, Purgatorio et Paradiso) du poema sacro.